# Gimnasia en los Juegos Panafricanos de 2015
La gimnasia en los Juegos Panafricanos de 2015 se llevó a cabo en la ciudad de Brazzaville entre los días 9 y 18 de setiembre de 2015 y constó de 16 eventos (8 de varones, 6 de mujeres y dos mixtos).

## Resultados

### Artística
| Evento                                 | Oro                             | Plata              | Bronce             |
| -------------------------------------- | ------------------------------- | ------------------ | ------------------ |
| Combinado Individual Masculino         | Mohamed El-Saharty              | Mohamed Bourguieg  | Mohamed Metidji    |
| Anillos Masculino                      | Ali Ramadan Abouelkassem Zahran | Ryan Patterson     | Mohamed El-Saharty |
| Caballo con Arzones Masculino          | Mohamed Aouicha                 | Mohamed El-Saharty | Hellal Metidji     |
| Caballo de Salto Masculino Por Equipos | Argelia                         | Argelia            | Sudáfrica          |
| Barras Paralelas Masculino Por Equipos | Egipto                          | Argelia            | Sudáfrica          |
| Barra Horizontal Masculino Por Equipos | Argelia                         | Egipto             | Argelia            |
| Combinado Masculino Por Equipos        | Argelia                         | Egipto             | Nigeria            |
| Combinado Individual Femenil           | Kirsten Beckett                 | Nancy Taman        | Farah Boufeddal    |
| Caballo de Salto Femenil               | Farah Boufadene                 | Claudia Cummins    | Nancy Taman        |
| Barras Asiméticas Femenil              | Farah Boufadene                 | Kirsten Beckett    | Tylah Lotter       |
| Viga de Equilibrio Femenil por Equipos | Sudáfrica                       | Sudáfrica          | Argelia            |
| Combinado Femenil Por Equipos          | Sudáfrica                       | Egipto             | Argelia            |

### Aeróbica
| Evento         | Oro                                                  | Plata                                                     | Bronce                                             |
| -------------- | ---------------------------------------------------- | --------------------------------------------------------- | -------------------------------------------------- |
| Piso Masculino | Mercia Gustany Massamba                              | Wilson Mafona                                             | Sofiane Sahraoui                                   |
| Piso Femenil   | Siham Mansouri                                       | Dominique Mann                                            | Halaoui Oumayma Saud Said Cheyma                   |
| Parejas Mixto  | Argelia Siham Mansouri Sofiane Sahraoui              | Sudáfrica Dominique Mann Wilson Mafona                    | República del Congo Mercia Ntsia Delmas Moungondou |
| Tercias Mixto  | Sudáfrica Dominique Mann Wilson Mafona Happy Ledwaba | Argelia Mediouni Soupour Said Saoud Cheyma Mansouri Siham | Túnez Dhaouadi Ameni Lotfi Nidal Ghazouni Mayssa   |

## Medallero
| #     | País                | Oro | Plata | Bronce | Total |
| ----- | ------------------- | --- | ----- | ------ | ----- |
| 1     | Argelia             | 8   | 4     | 8      | 20    |
| 2     | Sudáfrica           | 4   | 7     | 3      | 14    |
| 3     | Egipto              | 3   | 5     | 2      | 10    |
| 4     | República del Congo | 1   | 0     | 1      | 2     |
| 5     | Túnez               | 0   | 0     | 2      | 2     |
| 6     | Nigeria             | 0   | 0     | 1      | 1     |
| Total | Total               | 16  | 16    | 17     | 47    |